# Apple News

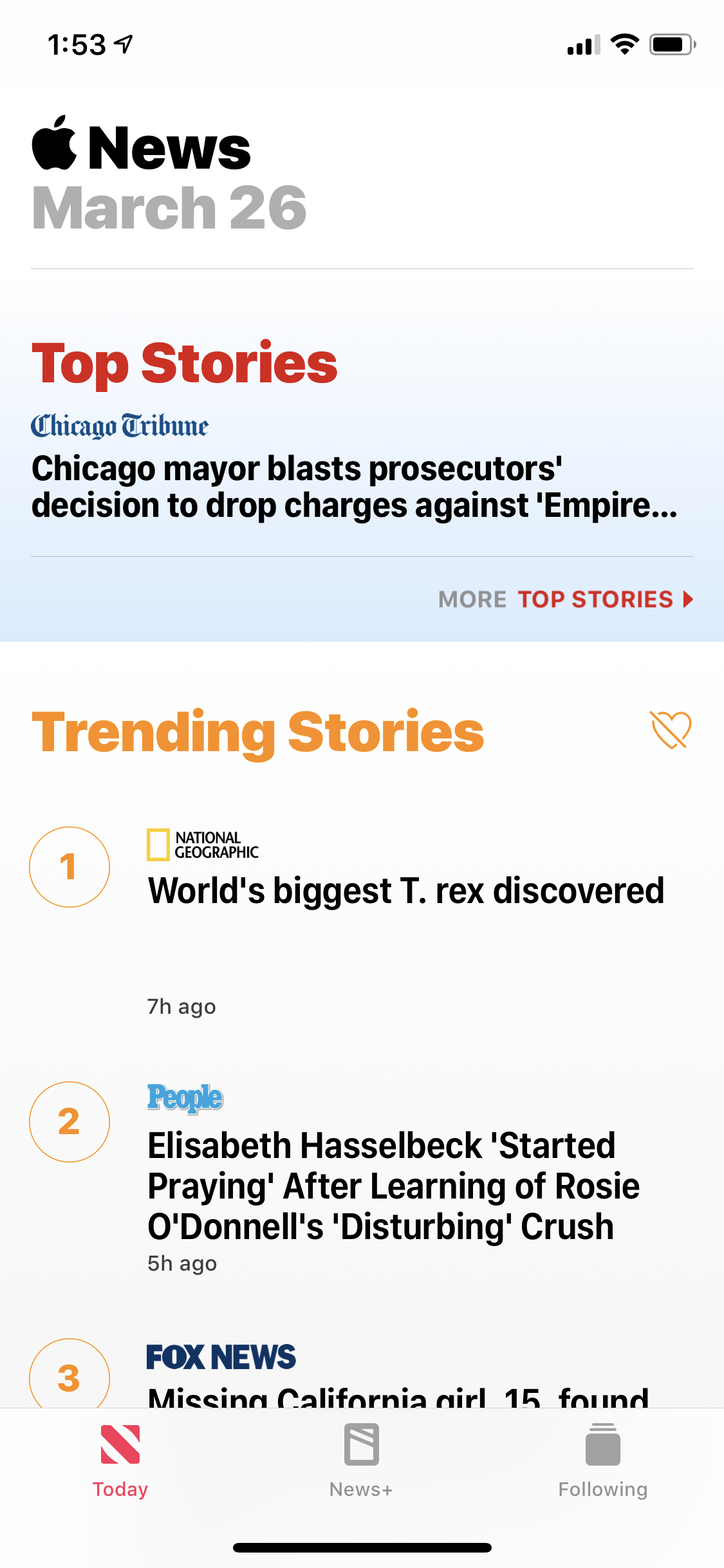
Captura de pantalla de Apple News

Apple News (o simplemente News) es una aplicación móvil desarrollada por Apple Inc. para los sistemas iOS y macOS. La versión para iOS fue lanzada al mismo tiempo que el iOS 9. Es el sucesor de Newsstand, la aplicación incluida en versiones anteriores de iOS. Los usuarios pueden leer artículos y noticias en él, basado en editores, sitios web y temas  seleccionados, como The New York Times, tecnología o política. La aplicación estuvo anunciada en la conferencia Apple  WWDC 2015. Fue lanzado junto al iOS 9 el 16 de septiembre de 2015, para el iPhone, iPod Touch e iPad. Al momento de su lanzamiento, únicamente estaba disponible para los usuarios de Estados Unidos, más tarde fue lanzada para usuarios en Australia y Reino Unido con la liberación del iOS 9.1 el 21 de octubre de 2015. Durante la Keynote WWDC 2016, se reveló que con la actualización al iOS 10 la aplicación contaría con un nuevo icono y un nuevo diseño. Además,  se anunció una suscripción por pago para sitios seguros de noticias y editores así como un óptimo sistema para notificaciones de noticias de última hora
Se reportó que en 2014 que Apple Inc. adquirió la compañía originaria de los Países Bajos "Prss", una aplicación que simplificó la creación de las revistas de iPad compatibles que utilizan WYSIWYG, editor que no requirió de algún conocimiento previo de código. Prss estuvo visto como una versión en revista de iBooks Autor. La idea para Prss vino después de que el emprendedor Michel Elings y el escritor de viajes y fotógrafo Jochem Wijnands diseñaran su propia publicación de iPad llamada TRVL. Lo que se convertiría en el actual Apple News '
Durante la WWDC del 2018, Apple anunció que la Apple News pasaría a estar disponible para usuarios en Australia, Reino Unido, y Estados Unidos a partir de la versión de macOS 10.14. La aplicación está instalada por default en cada región pero no estaba visible a usuarios fuera de aquellas tres regiones. Los usuarios todavía pueden abrirla haciendo uso de workarounds.
La aplicación funciona mediante la publicación de historias de la web a través de varios portales de noticias (Átomo y RSS) o de socios editoriales a través del JSON Apple lo describió como el Formato Apple News. Cualquier editor de noticias puede entregar su contenido para que sea incluido en Apple News, y los usuarios pueden añadir cualquier portal a través del navegador de web del Safari. Las historias añadas a través de safari serán mostradas en el navegador web de la aplicación
La versión de News distribuida con iOS 9 hizo duro de diferenciar el tráfico que se originaba de dentro de la aplicación del tráfico originado de otras aplicaciones. La segunda versión de Apple News, introducida en iOS 10, se empezó a identificar utilizando un usuario propio, haciendo posible para Apple el uso de estadísticas web. El tráfico de estadísticas anteriormente sólo estaba disponible para socios pagados a través de iAds.
En WWDC 2018, Apple anunció que la aplicación News estaría disponible en macOS Mojave.